# Muang Bolikhan
Muang Bolikhan är ett distrikt i Laos.   Det ligger i provinsen Bolikhamsai, i den centrala delen av landet, 140 km nordost om huvudstaden Vientiane.